# Beton-Bazoches
Beton-Bazoches is een gemeente in het Franse departement Seine-et-Marne (regio Île-de-France) en telt 700 inwoners (1999). De plaats maakt deel uit van het arrondissement Provins.

## Geografie
De oppervlakte van Beton-Bazoches bedraagt 18,1 km², de bevolkingsdichtheid is 38,7 inwoners per km².
De onderstaande kaart toont de ligging van Beton-Bazoches met de belangrijkste infrastructuur en aangrenzende gemeenten.

## Demografie
Onderstaande figuur toont het verloop van het inwonertal (bron: INSEE-tellingen).